# Catón en Útica (Händel)
Catón en Útica  (Catone in Utica)  es el título de la primera de las cuatro óperas serias que el italiano Pietro Metastasio (1698 – 1782) escribió para el Teatro delle Dame de Roma, las otras tres fueron: Semíramis reconocida (1729), Alejandro en la India (1729) y Artajerjes (1730). A todas ellas les puso música el compositor calabrés Leonardo Vinci (Strongoli, 1690 – Nápoles, 1730).
El libreto hace el número cuarto de los 27 que escribió Metastasio, situándose entre Siroe, rey de Persia (1725) y Aecio  (1728).
Catón en Útica se representó por vez primera en el Teatro delle Dame de Roma
el 19 de enero de 1728.

## Composición
Las fuentes a las que acudió Metastasio para componer Catón en Útica fueron los trabajos de los historiadores latinos Tito Livio, Plutarco y Lucio Anneo Floro.

## Estreno

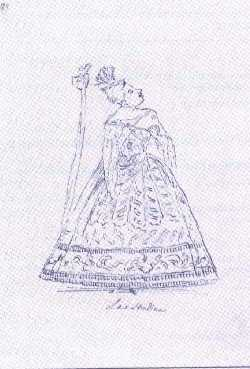
Caricatura de Anna Maria Strada del Pò

En 1732 el compositor alemán Georg Friedrich Händel junto al italiano Leonardo Leo compusieron sobre el texto de Metastasio un pastiche homónimo, cantado en italiano y con diálogos en inglés, cuyo estreno tuvo lugar en el King’s Teather in the Haymarket de Londres el 4 de noviembre. El pastiche incluía así mismo arias de Porpora, Vivaldi, Vinci y Hasse.

## Personajes
| Personaje                                                               | Tesitura    | Reparto el 26 de diciembre de 1756 Director: Georg Friedrich Händel |
| ----------------------------------------------------------------------- | ----------- | ------------------------------------------------------------------- |
| Catón (senador romano ardiente defensor de la República)                | castrato    | Francesco Bernardi, (Senesino)                                      |
| Emilia (viuda de Pompeyo el Grande)                                     | soprano     | Celeste Gismondi                                                    |
| Julio César (general romano contrario a la República)                   | bajo        | Antonio Montagnana                                                  |
| Marzia (hija de Catón y enamorada secreta de Julio César)               | soprano     | Anna Maria Strada del Pò                                            |
| Fulvio (senador romano, partidario de César y enamorado de Emilia)      | contratenor | ¿?                                                                  |
| Arbace (príncipe de Numidia, partidario de Catón y enamorado de Marzia) | contralto   | Francesca Bertolli                                                  |

Por motivos puramente musicales Metastasio cambió el nombre de la viuda de Pompeyo, Cornelia Metela, por el de Emilia; y el del príncipe y posteriormente rey de Numidia, Juba II, por el de Arbace.
Las representaciones tuvieron lugar los días 4, 7, 11, 14 y 18 de noviembre.

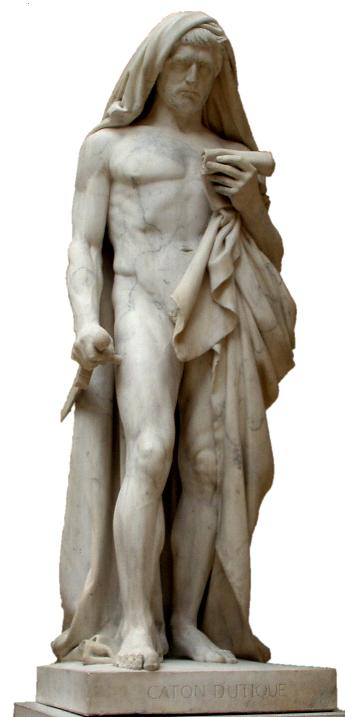
Catón momentos antes de suicidarse. Escultura de Jean-Baptiste Romand y Francois Rude (1832) Museo del Louvre, París

## Argumento
La trama se desarrolla en el año 46 a. C. en la ciudad de Útica, próxima a Cartago, en el actual territorio de Túnez. 

Después de la muerte de Pompeyo el Grande, su oponente Julio César se erigió en dictador perpetuo, siendo ensalzado no solo por Roma y su Senado, sino por todo el orbe, a excepción de Catón el Joven, senador romano conocido como “el Uticense” por el lugar donde murió. 
Hombre ya venerado como padre de la patria, no menos que por la austera integridad de sus costumbres; por su valor; como gran amigo de Pompeyo y acérrimo defensor de la libertad romana. 
Catón, habiendo reunido en Útica los escasos restos de las dispersas milicias pompeyanas, con la ayuda de Juba I, rey de Numidia y amigo fiel de la República romana, tuvo el coraje de oponerse al triunfo del vencedor. 
César se presentó con un gran ejército, y, aunque por la enorme desigualdad de fuerzas estaba seguro de vencerlo, en vez de mostrarle la amenaza de su poder, admirado del valor de su rival, no evitó oferta o ruego para conseguir ponerlo de su lado; pero éste, rehusando ásperamente cualquier trato, cuando vio ya sin esperanzas la defensa de la República, decidió morir como hombre libre recurriendo al suicidio. 
Ante su muerte, César dio muestras de sentir un profundo dolor, dejando a la posteridad la duda de si era más digna de admiración la generosidad mostrada por su parte, la que le llevaba a honrar en tan gran medida el valor de sus enemigos, o la perseverancia del otro, de aquel que no estuvo dispuesto a vivir más allá de la pérdida de la libertad de la patria.

## Influencia
Metastasio tuvo gran influencia sobre los compositores de ópera desde principios del siglo XVIII a comienzos del siglo XIX. Los teatros de más renombre representaron en este período obras del ilustre italiano, y los compositores musicalizaron los libretos que el público esperaba ansioso. Catone in Utica fue utilizado por más de 30 compositores como libreto para sus óperas.